# Bois de la Houssière
Pour les articles homonymes, voir Houssière (homonymie).
Le Bois de la Houssière est une forêt située sur la commune de Braine-le-Comte, dans la province belge du Hainaut.
Il est situé 3 km à l'est de la ville de Braine-le-Comte et entre les villages de Virginal, Henripont, Hennuyères, Écaussinnes et Ronquières.
Tout comme la forêt de Soignes, le Bois de la Houssière fait partie de la forêt Charbonnière qui recouvrait autrefois la moyenne-Belgique.
La Brainette y prend sa source.
Sa superficie est actuellement d'environ 650 Ha, dont presque l'intégralité est classée Natura 2000.
Il offre notamment à ses visiteurs un balisage de trois promenades en boucles ainsi qu'un parcours santé sur l'ancienne voie du tram.
Ce site est accessible en transport en commun, depuis la gare de Braine-le-Comte, via le bus TEC 63 arrêt "Marouset" ainsi que depuis la gare de Tubize via le bus TEC 474 arrêt Chapelle Jonas à Virginal.
Le Bois de la Houssière a fait l'objet de plusieurs fouilles dans le cadre de l'enquête sur les tueries du Brabant qui ont eu lieu de 1982 à 1985, mais sans résultat probant.